# Hôtel de Ville (metropolitana di Parigi)
Hôtel de Ville è una stazione delle linee 1 e 11 della metropolitana di Parigi.

## Storia
Nei pressi dell'accesso alla stazione una lapide commemorativa ricorda il cinquantenario dello sciopero che 3000 dipendenti della Compagnie du Métropolitain de Paris misero in atto il 16 agosto del 1944, sfilando in corteo tra Saint-Paul e l'Hôtel de Ville.

## Galleria d'immagini

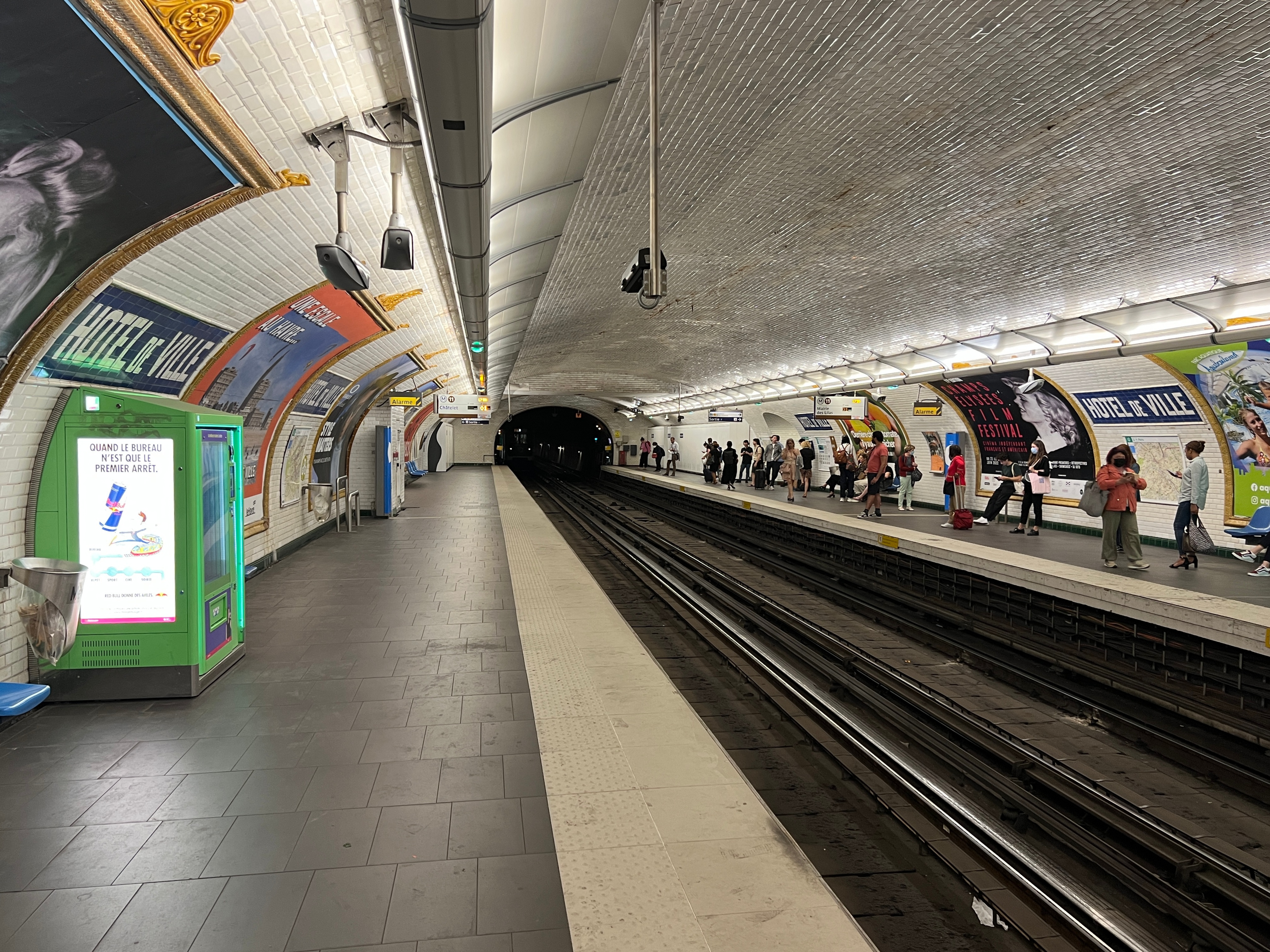
Il piano banchine della linea 11
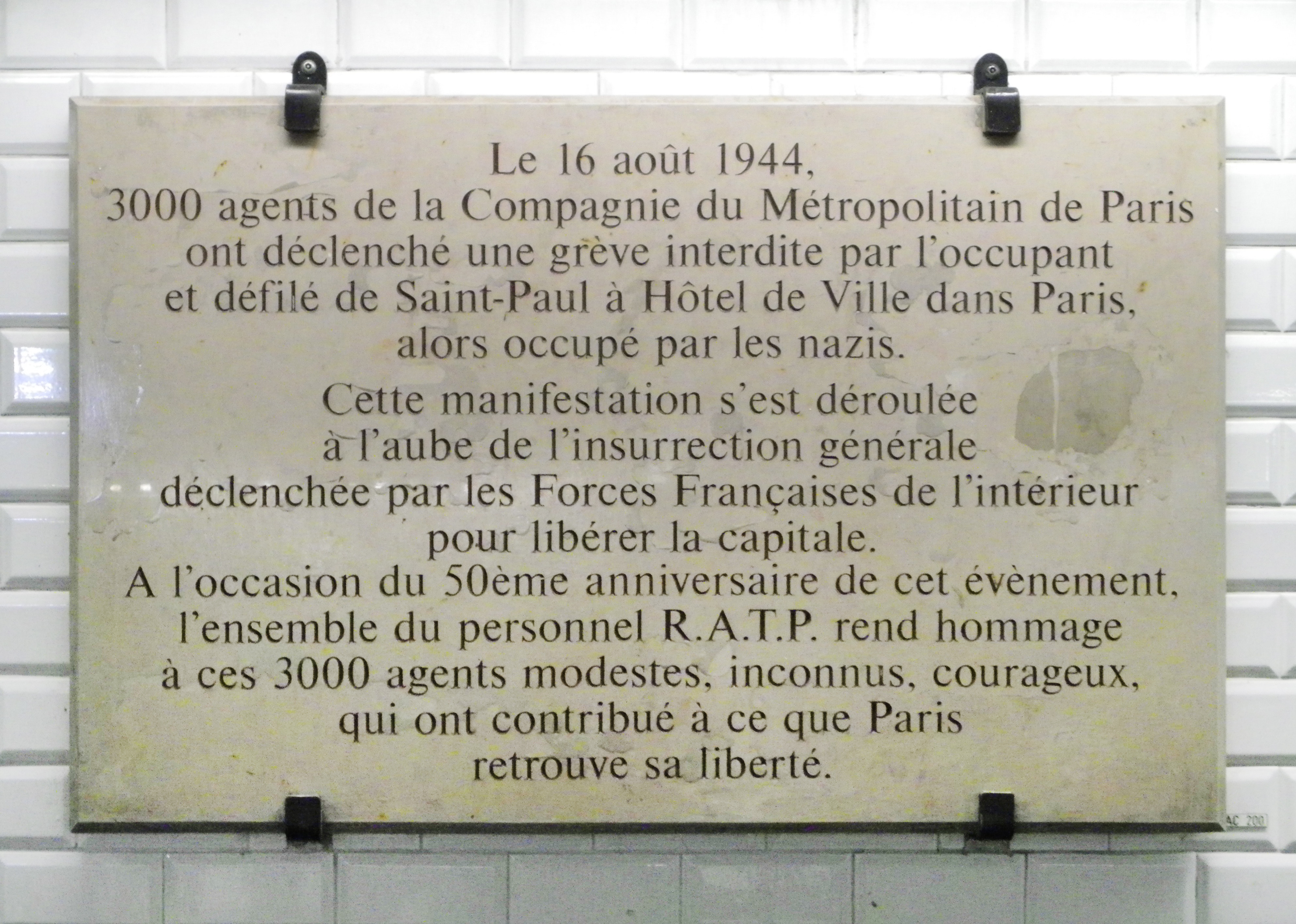
Lapide commemorativa dello sciopero del 1944